# 東京消防廳
35°41′19.8″N 139°45′41.6″E / 35.688833°N 139.761556°E
東京消防廳（日语：／ Tōkyō shōbōchō */?）是日本東京都的消防部門。其拥有289辆救护车，86辆云梯车，20辆摩托车，10艘消防船，7架直升机，員工數18,576人，是世界上最大的都市消防部門。

## 外部連結
- 官方网站